# Eisenia (Algen)
Eisenia ist eine Gattung der Braunalgen. Sie ist benannt nach dem schwedischen Naturforscher Gustaf Eisen. Ihre Arten kommen nur im warmgemäßigten Wasser des Pazifischen Ozeans vor.

## Beschreibung
Es handelt sich ihrer Fortpflanzung nach, wie bei Laminariales im Allgemeinen, um Diplohaplonten, wechselnd zwischen dem großen Sporophyt, der einkammerige Meiosporangien mit Paraphysen trägt, und mikroskopischen zweihäusigen, zweigeschlechtlichen, heteromorphen Gametophyten. Der Sporophyt ist perennierend; die geschätzte Lebensdauer von Eisenia bicyclis beläuft sich auf sechs Jahre.
Die haploide Chromosomenzahl beträgt 15 für Eisenia arborea und 27 bis 29 für Eisenia bicyclis. 
Zum Festhalten dienen die zweigeteilten Hapteren. Der steife, verholzte Stängel wird bis zu einem Meter hoch und gabelt sich oben in zwei abgeflachte Lappen, die viele seitliche Sporenblätter tragen. Die Gabelung ist der verdickte untere Rand des abschließenden, einfachen und ungeteilten Blattes, das nach einiger Zeit erodiert und ein kleines Teilblatt am äußersten Ende jedes der falschen Stängel mit zwei Meristem-Regionen hinterlässt. Diese lassen die Sporenblätter entlang des unteren äußeren Randes entstehen. Sori entwickeln sich auf den Sporenblättern in unregelmäßigen Ansammlungen. Die Sporophyten-Struktur besteht, wie bei Laminaria, aus dem photosynthetischen Meristoderm, der parenchymatischen Rinde und dem zentralen Mark.
Eisenia bicyclis weist in Wachstum und Fortpflanzung eine starke Jahreszeitenabhängigkeit auf. Jedes Jahr werden bis zu etwa 40 Sporenblätter gebildet und später abgeworfen. Von Januar bis August ist das Wachstum schnell, von September bis Dezember langsam. Obwohl Sori das ganze Jahr über vorhanden sind, erscheinen neue Sori auf jungen Blättern ab dem Spätsommer.

## Nutzung
Der Verzehr von Algen aus der Gattung Eisenia reicht zeitlich weit zurück. Auf die prähistorische Nutzung als Lebensmittel in Japan deuten die in Relikten aus der Jōmon- und Yayoi-Zeit gefundenen und oft mit Muschelschalen und Fischknochen vermischten Überreste von Eisenia- und Sargassum-Algen. In der Sengoku-Zeit reservierten einige Herrscher der Überlieferung zufolge neben Schalentieren und Fischen auch essbare Algen, darunter Eisenia, zur Versorgung der Armeen. Auch heutzutage ist Eisenia bicyclis (Arame) ein beliebtes Lebensmittel, nicht nur in Japan. Bei der Verarbeitung von Hijiki werden darüber hinaus Eisenia-Algen zugesetzt, um die beim Kochen verlorenen Farbpigmente zu ersetzen.
Außerdem ist die Gattung Eisenia vor allem in Japan wirtschaftlich bedeutend als Futterquelle für Seeohren- und Seeigel-Aquakulturen.

## Systematik
Sieben Arten sind allgemein anerkannt:
- Eisenia arborea Areschoug: an der Westküste der USA von Vancouver Island bis Niederkalifornien
- Arame (Eisenia bicyclis (Kjellman) Setchell): in Japan
- Eisenia cokeri M.Howe: entlang der peruanischen Küste (möglicherweise artgleich mit Eisenia arborea)
- Eisenia desmarestioides Setchell & N.L.Gardner: bei Guadalupe
- Eisenia galapagensis W.R.Taylor: im Galapagos-Archipel
- Eisenia gracilis E.Y.Dawson, Acleto & Foldvik: entlang der peruanischen Küste
- Eisenia nipponica H.Kawai, S.Akita, K.Hashimoto & T.Hanyuda

Eisenia masonii Setchell & N.L.Gardner wird als Synonym zu Eisenia desmarestioides gesehen.
Die Tiefwasserarten Eisenia desmarestioides und Eisenia galapagensis sowie junge Eisenia-Individuen gleichen der Gattung Ecklonia. In Japan waren Kreuzungen zwischen den vier Arten Eisenia bicyclis, Ecklonia cava, Ecklonia stolonifera und Ecklonia kurome erfolgreich.